# Béthines

Béthines este o comună în departamentul Vienne, Franța. În 2009 avea o populație de 481 de locuitori.